# Sossêgo
Sossêgo là một đô thị thuộc bang Paraíba, Brasil. Đô thị này có diện tích 154,795 km², dân số năm 2007 là 2751 người, mật độ 17,8 người/km².